# Râul Urmeniș, Lechința
Râul Urmeniș este un mic curs de apă, afluent al râului Lechința. 

## Hărți
- Harta județului Bistrița-Năsăud
- Harta județului Mureș